# Фундація Дарини Жолдак
Фундація Дарини Жолдак  — громадська організація, заснована у 2012 році для розвитку культурних і мистецьких проєктів та популяризації читання.
З 2021 року Фундація Дарини Жолдак фокусується на підтримці талановитих підлітків та їх реалізації у креативних індустріях. 

## Історія створення
Фундацію заснував Андрій Федорів, у пам’ять про свою першу дружину Дарину Жолдак у 2012 році, з метою продовжити її справу з популяризації української культури та мистецтва.
Дарина Богданівна Жолдак — відомий арткритик, мистецтвознавець, галерист. Батько — Жолдак Богдан. У 2005 році вона стала  директоркою галереї «Колекція», а у 2010 кураторкою проєктів в Мистецькому Арсеналі. Вона була співавторкою таких проєктів, як «Космічна Одіссея» та «Незалежні». У 2011 Дарина Жолдак потрапила до рейтингу найвпливовіших людей сучасного українського мистецтва.
Дарина Жолдак раптово померла 17 лютого 2012 року. 
Організація Фундація Дарини Жолдак офіційно зареєстрована як Благодійний фонд у 2014 році. 
У 2021 році Фундацію Дарини Жолдак очолила Марія Артеменко.

## Мета та Завдання Фундації
Мета Фундації Дарини Жолдак протягом 2012  — 2021 років — створювати та підтримувати проєкти з розвитку української мови, культури та  мистецтва.
Мета Фундації Дарини Жолдак з 2021 року  — допомагати підліткам розвивати талант та творчий потенціал шляхом надання потрібних знань, досвіду й розуміння шляхів реалізації у креативних індустріях.

## Напрями діяльності Фундації
З 2012 року по 2021 рік  Фундація працювала у декількох напрямках — просування українського мистецтва, підтримка талантів та популяризація читання.
З 2021 року основний фокус — робота з талановитими підлітками, сприяння їхній реалізації у креативних індустріях України, діяльність за такими напрямками:
- Освітній — створення проєктів для знайомства підлітків з успішними особистостями з різних креативних сфер та надання інформації щодо шляхів розвитку таланту для усвідомленого вибору професії.
- Інформаційний — боротьба зі стереотипами щодо несерйозного сприйняття креативних професій, утвердження талантоорієнтованого суспільства, яке вірить у талант, підтримує творчих, а не бореться з ними.
- Благодійний — надання мінігрантів на навчання, інструментів та освітніх  матеріалів для розвитку талановитих підлітків у складних життєвих обставинах[16].

## Проєкти Фундації

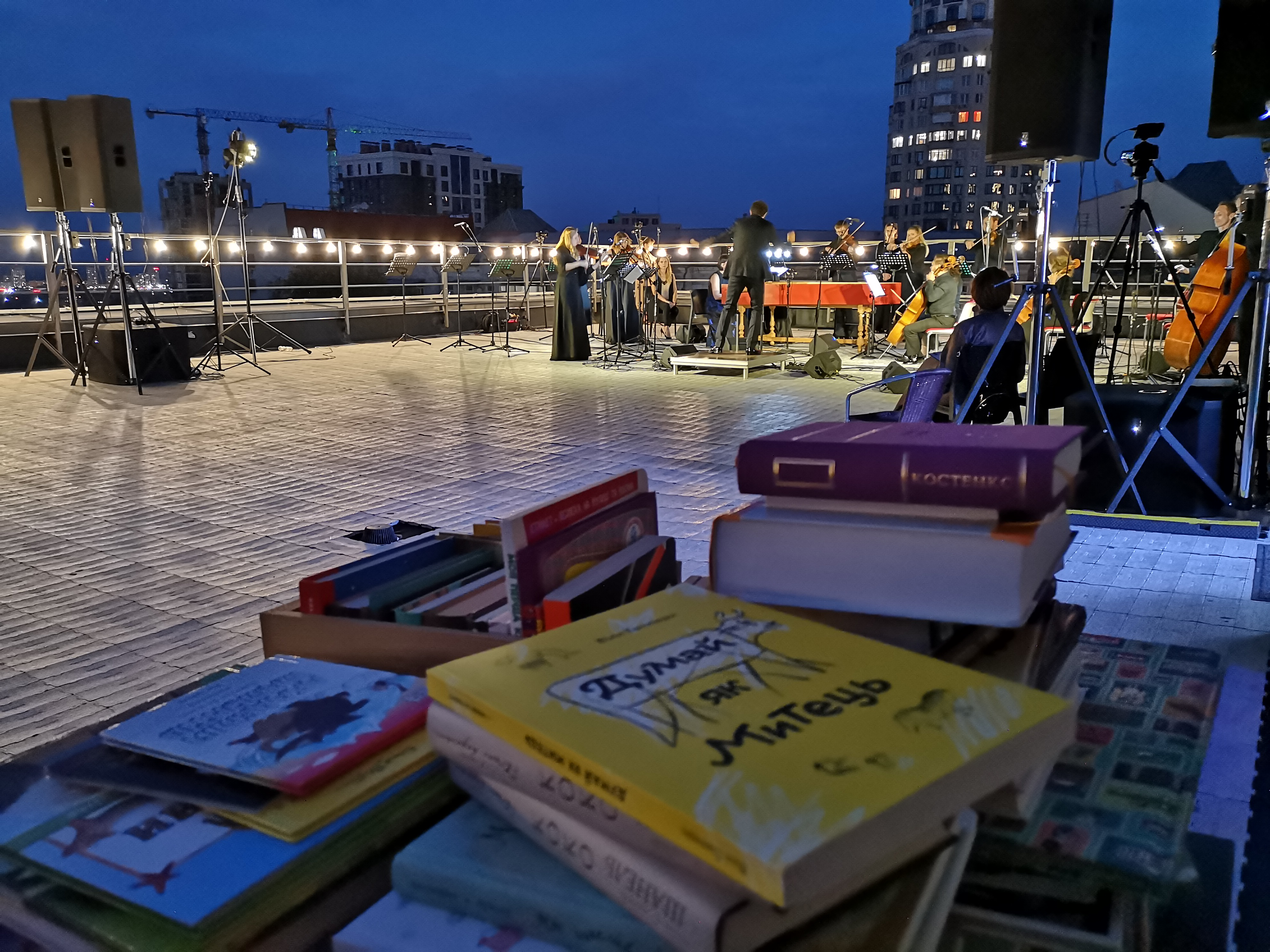
Збір книг на благодійному концерті

Діяльність Фундації з 2012 по 2021 рік охоплювала проєкти з популяризації читання, української мови та культури серед школярів та культурно-освітні проєкти для дітей та підлітків.
2012-2021 роки
- Проєкт «100 000 книжок для сільських бібліотек» для  популяризації читання та доступності нових видань у бібліотеках. Завдяки цьому проєкту, а також акції 2017 року «100 нових книжок дітям» Фундації разом з партнерами (компанією Нова пошта, видавництвом Книголав, телеканалом Україна) вдалося передати понад 200 000 книжок до близько 5 000 бібліотек, шкіл та дитячих будинків по всій Україні[17][18][19][20][21][22].
- Благодійні концерти «День Янгола» у день народження Дарини Жолдак. Протягом 5 років на подіях проводились благодійні аукціони, збори книг, майстер-класи для дітей, виступали співаки, актори та письменники[23].
- Освітньо-мобільний хаб «Книжкобус» спільно з Благодійним фондом “КОЛО” та КП «Київпастранс». Автобус було переобладнано під мобільну бібліотеку. «Книжкобус» курсував школами та парками Києва та Київської області з 2016 року. [24]У 2019 році «Книжкобус» став фіналістом міжнародного конкурсу партнерських проєктів Partnership for Sustainability Award 2019[25]. Книжкобус» розпочав роботу у березні 2016 року і за два роки проєкт відвідав близько 100 шкіл Києва та Київської області, провів понад 100 різних майстер-класів для дітей[26].
- «Як приборкати Книжкозавра» — літературно-ігровий практикум для школярів 2-8 класів, набір вправ для розвитку навичок читання у дітей[27][28][5].
- Конкурс кіносценаріїв «Кіноскрипт» — надання премії імені Богдана Жолдака [29].
- Культурно-освітні заходи «Культура vs Пропаганда» разом з ГО «Форум видавців» — проведення серії дискусій, кожна з яких підіймала одну з тематик: література, мистецтво, історія, кіно, освіта[30].
- Проєкт «Книжкові янголи» — благодійна ініціатива зі збору та передачі книг до бібліотек[31].
- Kyiv Rock Library — створення бібліотеки книг на тематику рок-музики[32][33].
- «Чотири простори бібліотек: інноваційна модель діяльності» разом з ВГО Українська бібліотечна асоціація — практичні рекомендації щодо організації сучасного бібліотечного простору[34][35][36][37].
- Конференція «Ґрунт» - дослідження впливу народної естетики на сучасну культуру[38].
- Проєкт «Живі письменники. Батькам» разом з ГО «Смарт освіта» та ДУ “Український інститут книги” — практичний посібник для родинного читання з добіркою книжок сучасних українських письменників[39].

З 2021 року
- Дослідження: «Ставлення підлітків та населення України до таланту та креативних індустрій»

У 2021 році на замовлення Фундації Дарини Жолдак Kantar Україна було проведено соціологічне опитування серед українських підлітків віком від 13 до 19 років та серед міського населення віком від 18 до 55 років. В опитуванні взяли участь 400 підлітків та 1000 осіб дорослого населення. Дослідження показало, що понад 80% молодих людей відкриті до змін та готові розвивати свої здібності, але позбавлені інструментарію для цього. 
- Книга «Талант: інструкція з використання»

У грудні 2021 року у співпраці з видавництвом Старого Лева було видано книгу “Талант: інструкція з використання” — путівник креативних індустрій, в основі якого лежать історії успішних українських представників творчих професій. В кожному розділі описується одна креативна галузь, надається інтерв'ю з представником галузі та міститься карта професії.
- Гранти  для талановитих підлітків

У жовтні 2021 року разом з брендом одягу ISAIA було засновано грантовий проєкт з підтримки талановитої молоді. Італійський бренд одягу ISAIA розробив благодійну колекцію футболок. Всі кошти від їхнього продажу спрямовувалися до Фундації Дарини Жолдак для надання грантів на розвиток талантів 10 підлітків у складних життєвих обставинах
- Талантопедія — інтерактивна енциклопедія креативних індустрій

З вересня 2021 року розпочався пошук волонтерів для роботи над створенням Талантопедії — першої інтерактивної енциклопедії креативних індустрій.
- Талантівки - благодійні листівки

Створення благодійної листівки Талантівки — зізнання у любові до таланту особи чи організації. Усі зібрані кошти з продажу листівок будуть спрямовані на підтримку творчих підлітків у складних життєвих обставинах.